# ベアゲルター
『ベアゲルター』（Die Wergelder）は、沙村広明による日本の漫画。『月刊少年シリウス』別冊の『NEMESIS』（講談社）にて2011年7月7日発売のNo.5より連載開始し、同誌が2018年8月9日発売のNo.41にて休刊となった後は、『月刊少年シリウス』（同）に2019年1月号から移籍して隔月連載している。

## 制作背景
『NEMESIS』創刊号にて、本作の連載が告知されていた。告知から1年の準備期間を経て、同誌No.5より開始されるに至っている。
作者の沙村が担当編集者から「チャイナドレスのアクション漫画を意外に一度も描いてない」と言われ、「どうせやるなら女囚さそりのような黒づくめ復讐キャラやスケバンキャラも出して'70年代東映テイストで･･･」と飲んで話したことがきっかけで連載が開始された。また沙村は「カンフーやカポエイラ等のHUKAKが気持ちよく敵をバッタバッタとなぎ倒していく様を描写すること、ただそれのみに忠実である作品にしよう」としたとも語っている。

## あらすじ
暴力団「噪天会」によって売春島と化した石婚島（いしくなぎじま）。そこで行われる巨大製薬企業ヒルマイナ社の秘密のビジネスに絡んで、女達の闘いがはじまる。

## 登場人物
字 忍（あざ しのぶ）
住所不定無職のずべ公。島根県の石婚島出身。
朗とともに「懸巣組」の資金を持ち逃げしようとして捕まり、その代償に石婚島への潜入を強いられる。

ナミ・サブラソワ
本名はトレーネ・ロイヒターマッハ（愛称トレーネ）。キービッツェンベルク出身。
ヒルマイナ社でのプラント爆発事故により故郷の村人と共に監禁されていたが、脱走しヒルマイナ社への復讐を図る。脱走直前に産んだ娘を捜している。
金髪隻眼で、ドイツ製の義手にはプラズマが仕込まれている。

睫 毛（ジェ マオ）
ヒルマイナ社の暗殺者。カンフーのほか、ヌンチャク銃や電撃靴を操る。
中国画眉区出身。
新堂に見いだされて島の潜入者を抹殺する任務に就いていたが、東らとの闘いの中でヒルマイナ社に疑問を抱く。

東（あずま）
広域暴力団「大鳳会」の3次団体「懸巣組」の若頭。カポエイラを使う。

吉 音（キル ソリ）
「懸巣組」の拷問担当人。サディストの少女。
元々は何の力も持たない難聴の孤児であったが、とある一件で東に救われてから恩を感じ、内耳の改造を申し出る。超聴覚を持つ。韓国系。

海 燕（ハイ イェン）
「懸巣組」の客分。細身で長髪。棒術の使い手。

岩縋（いわすが）
「懸巣組」の客分。剛力の巨漢。

杉戸 朗（すぎと ろう）
「懸巣組」の末端構成員。持ち逃げを失敗して捕まったことで、忍とともに石婚島に潜入させられる。

不二 叡祐（ふじ えいすけ）
広域暴力団「関西慈悲心会」の若頭補佐。親団体として噪天会の仕事を探る。ソリに心酔した縁で忍らに同行する。システマを習得。

アリマ
忍の実家を背乗りしていた謎の外国人夫婦に育てられ、暗殺術の手ほどきを受けていた少女。
育ての親を殺されてからは、忍達のもとに身を寄せる。
「忍」の名を騙っていたが、ナミにより「アリマ」と名付けられた。月牙刺の使い手。モンゴル系中国育ち。

新堂 九良彦（しんどう くらひこ）
広域暴力団「関西慈悲心会」傘下「噪天会」組長。歓楽街の管理と女の補充を担う。

会長
『一人も殺さず一人も救えない人生と、100人を殺して1万人を救う人生。比べれば少し逡巡しながらも後者を選ぶ』がポリシーの、巨大製薬会社ヒルマイナ社の会長。

胡 須（フー シェ）
ヒルマイナ社会長の側近として仕えるカンフー使い。

眉 毛（メイ マオ）
クラブ「ボヌール」でダリアと名乗るNo.1娼婦。スタンガン付き縄鏢の使い手。

オズヴィン・バイルケ
ヒルマイナ社のドクター。トレーネの元恋人。ヒルマイナ社の「システム」を会長に売り込む。

ミス・ヒューズ
ヒルマイナ社の研究員。少女フロイデの主治医。

フロイデ
ヒルマイナ社の研究所で暮らしている少女。

## 書誌情報
- 沙村広明『ベアゲルター』講談社〈シリウスKC〉、既巻7巻（2024年1月9日現在）
  1. 2013年2月22日発売[2][4]、ISBN 978-4-06-376383-6
  2. 2013年5月22日発売[9][10]、ISBN 978-4-06-376532-8
  3. 2016年11月22日発売[11]、ISBN 978-4-06-390665-3
  4. 2018年7月23日発売[12]、ISBN 978-4-06-511949-5
  5. 2020年4月9日発売[13]、ISBN 978-4-06-518446-2
  6. 2022年3月9日発売[14]、ISBN 978-4-06-526955-8
  7. 2024年1月9日発売[15]、ISBN 978-4-06-534158-2